# Маджаре
Маджаре (болг. Маджаре) — село в Болгарии. Находится в Софийской области, входит в общину Самоков. Население составляет 303 человека.

## Политическая ситуация
В местном кметстве Маджаре, в состав которого входит Маджаре, должность кмета (старосты) исполняет Иван Андреев Марков (партия АТАКА) по результатам выборов правления кметства.
Кмет (мэр) общины Самоков — Ангел Симеонов Николов (Болгарская социалистическая партия (БСП)) по результатам выборов в правление общины.